# Kazakovo
Kazakovo (en rus: Казаково) és un poble d'Udmúrtia, a Rússia, el 2008 tenia 318 habitants. Pertany al raion d'Alnaixi.